# Ophelia (hold)
Az Ophelia az Uránusz második holdja. Korábbi neve: Uránusz VII.

## Fizikai tulajdonságai
Távolsága az Uránusz középpontjától kb. 57 800 km, átmérője pedig mindössze 32 km. 
Valószínűleg Uránusz Epszilon gyűrűjének külső terelőholdja.

## Felfedezése és neve
A legtöbb Uránusz-holdhoz hasonlóan a Voyager 2 szonda fedezte fel 1982-ben. Nevét Shakespeare Hamlet című színdarabjának alakjáról kapta.

## Külső hivatkozások
- Az Ophelia a cab.u-szeged.hu-n